# スズキ・フロンテクーペ
フロンテ クーペ（FRONTE COUPE）は、かつて鈴木自動車工業（現・スズキ）が製造・販売していた軽自動車である。

## 概要
軽自動車規格がまだ360 ccだった時代、1967年（昭和42年）3月にホンダからN360が発売された事をきっかけに軽自動車のパワー競争が勃発した。これに対抗すべく各メーカーからもスポーティーでハイパワーなモデルが次々と投入される中、スズキは4年後の1971年（昭和46年）9月に3代目フロンテ（LC10W型・フロンテ71W）の派生モデルとして本モデルを発売した。
ノーズを低く構え、フロントガラスを深く傾斜させ、三角窓を廃した事により全体的に伸びやかなデザインとなり、車高も1,200 mm（グレードにより1,190 mm）と当時の軽自動車の中では最も低かった。
エクステリアデザインは当初ジョルジェット・ジウジアーロに依頼していたが、ジウジアーロが制作したのは、スズキの意に反した車高の高いベルリーナ2ポルテ（2ドアセダン）であった。そのスタイリングを原案として、スズキ社内の若手デザイナー、内藤安弘がデザインし直したものが最終的なデザインとして採用されている。
インテリアでは、当時の体型に合わせて57 mmまで調節可能なチルト式ステアリングの採用や、シートも当時には珍しいバケットタイプのシートが採用され、運転席と助手席共に前後スライド調整が可能であった。計器類には独立単眼式の6連メーターが採用され、右から順に、燃料計、速度計、回転計、水温計、電流計、時計と並んだ。時計はラリー等のスポーツ走行にも使用可能としたタイムリング、タイマーブザー付きという大変凝った物であった。さらに天井には室内温度計付きのオーバーヘッドコンソールが装備された。
デビュー当初は『ふたりだけのクーペ』という宣伝フレーズで2シーターのみのラインナップであったが、市場の要望により後にリアシートを追加した2＋2が登場し、2シーターモデルはその後カタログから消滅した。
エンジンは水冷2ストローク直列3気筒のLC10W型で、これに3連キャブが奢られ、僅か356ccの排気量から37馬力（後期型は35馬力となり共にグロス値）を発生した。これをリアに搭載して後輪で駆動するRR方式とする事で前後重量配分は39.5対60.5、ゼロヨン加速は19秒47という俊足ぶりを発揮した。また純正オプションとして競技用のパーツも多数用意され、横転時に乗員を保護するためのロールバーや、サポート機能をより強化したスポーツバケットシート（フルバケットシート）、3点式シートベルト（標準は2点式）、レーシングカーと同タイプのレザーステアリング、ヒール＆トゥが容易に行える形のスポーツペダル等、様々なパーツの選択が可能であった。このため軽自動車では初の本格的なスポーツカーとして位置付けられる。

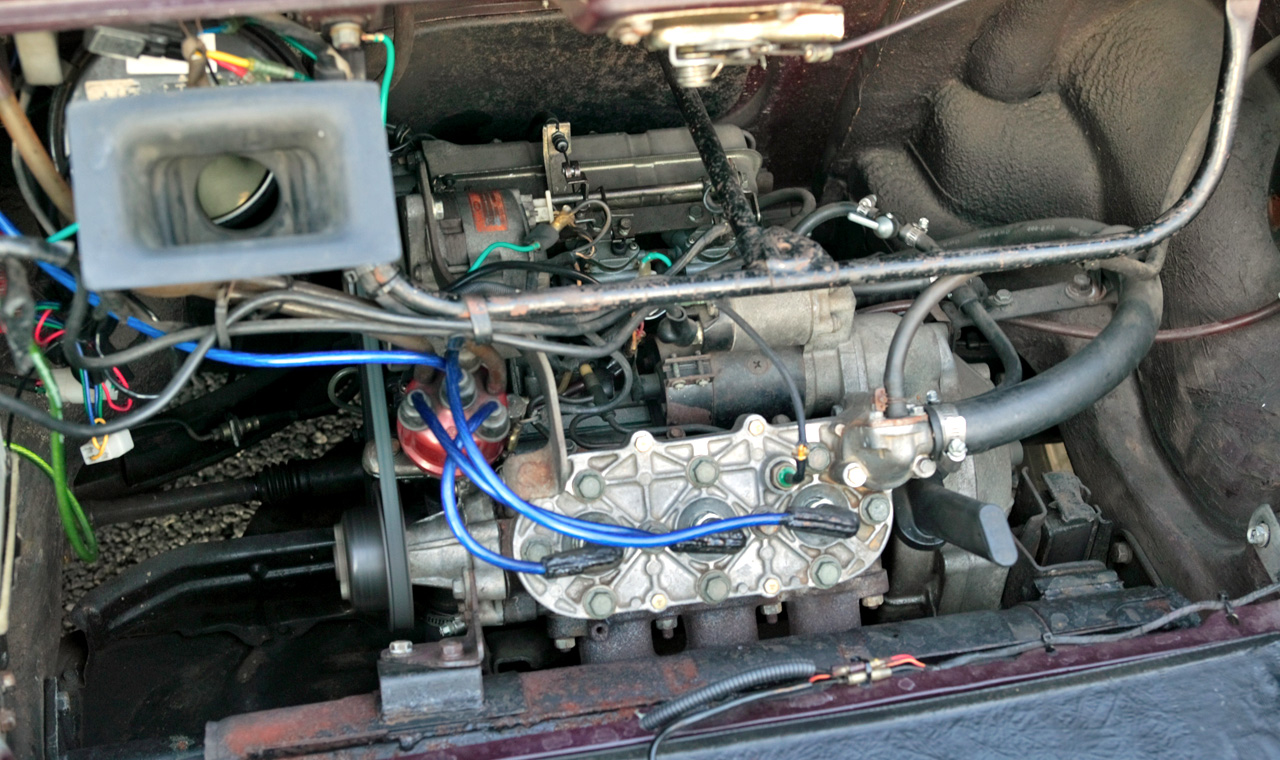
LC10W型エンジン

主なグレード
- GXCF
- GXDF
- GXF
- GX
- GER
- GE
- GAF

- LC10W型エンジン

## 年表
- 1971年9月 - 発売。当初は2シーターのみの設定。フロントフェンダーボンネットにFRPが使われていた。37 psユニットのみ搭載。グレードはGE・GER・GXの3グレード。GEはバンパーが塗装フロントグリルエンブレム色がホワイト・サイドウィンドーモール無し・オーバーヘッドコンソール無し・ドアーランプ無し・アンメーター無し・クロック無し・フォグランプ無し。GERはGEをベースにラジアルタイヤ135SR10装着 全高が1,190 ㎜と小径になる。GXはメッキバンパー エンブレム色 黄　他GXには上記パーツが装備される。タイヤ５.２0-10 4PR BS skyway-H Yo Y-205 等 ド初期カラー設定 GE/GER ニースアクア・メタリック265 レマングリーン・メタリック266（日本油脂）オスロ ホワイト269（佑光社ペイント）GX ナポリブルー・メタリック267（関西ペイント） ロイヤルスカイブルー・メタリック219（日本油脂）（新商品ニュースより）、追加カラーバルセロナオレンジが追加される頃には各グレードでカラーの選択が増える。
- 1972年2月 - 4人乗りの2+2・GXFを追加。
- 1972年3月 - 34 ps廉価ユニットのGXDF、34 ps仕様のGX-PF追加。
- 1972年6月 -  31 psユニットを搭載する最廉価版のGAFと前輪ディスクブレーキ、タンデムブレーキマスターシリンダーを装備した最上級のGXCFを追加。
- 1972年10月 - 2シーターを廃止。
- 1974年5月 - 37 psユニットが35 psにダウン、ラインナップが縮小される。翌年に黄色ナンバーが制定するのを受けて、それに対応するようリヤゲート、フロントスカート開口部などがナンバーの大型化に合わせて取り付け部を拡大した。その他、チルトステアリング廃止やブザー付き時計が普通の時計になるなどコストダウンされた。
- 1976年6月 - 生産・ 販売終了。翌年10月に新軽自動車規格にあわせた後継車のセルボが登場。
- 1991年10月 - 「愛車に生まれ故郷を見せてやろう」を謳い文句に発売20周年を祝うイベントが社名変更後のスズキ本社で行われ、17台が集まった。